# Sihiong
Sihiong is een bestuurslaag in het regentschap Toba Samosir van de provincie Noord-Sumatra, Indonesië. Sihiong telt 672 inwoners (volkstelling 2010).